# سانتا ایزابل د ریو نگرو
سانتا ایزابل د ریو نگرو یک شهرداری است که در ایالت آمازوناس (برزیل) ، برزیل واقع شده است.

کوه پیکو دا نبلینا با طول ۲٬۹۹۴ متر بلندترین کوه برزیل است که در این شهر قرار دارد.این شهر دارای فرودگاهی به نام فرودگاه تاپوروکوارا است.